# داء غوشيه
داء غوشيه، أو الشحام الغلوكوزيل سيراميدي هو مرض وراثي تتراكم فيه المادة الدهنية (الدهون) في الخلايا وأجهزة معينة.
داء غوشيه هو الأكثر شيوعًا من أمراض التخزين الليزوزومية. :536 يتسبب به النقص وراثي في انزيم غلوكوسيريبروزيداز (المعروف أيضا باسم حامض β غلوكوزيد). يعمل الإنزيم على المادة الدهنية غلوكوسيريبروزيد (المعروفة أيضا باسم غلوكوزيل سيراميد). عندما يحدث خلل في الانزيم، يتراكم الغلوكوسيريبروزيد، وخاصة في خلايا الدم البيضاء (الكريات البيضاء وحيدات النوى). ويمكن أن يتجمع الغلوكوسيريبروزيد في الطحال والكبد والكلى، والرئة والدماغ والنخاع العظمي.
يمكن أن تشمل الأعراض الطحال والكبد، خلل في الكبد، واضطرابات الهيكل العظمي واصابات العظام التي قد تكون مؤلمة، والمضاعفات العصبية الشديدة وتورم الغدد اللمفاوية و(أحيانا) المفاصل المجاورة، انتفاخ البطن، ولون بني على الجلد، وفقر الدم، وانخفاض صفائح الدم ورواسب دهنية صفراء في بياض العين (الصلبة). الأشخاص الأشد تضررا ربما يكونون أيضا أكثر عرضة للعدوى. يمكن علاج بعض أشكال داء غوشيه بالعلاج ببدائل الانزيم.
وينجم هذا المرض عن طريق الطفرات المتنحية في الجينات الموجودة على كروموسوم 1 ويؤثر في كل من الذكور والإناث. حوالي 1 في 100 شخص في الولايات المتحدة هو حامل للنوع الأكثر شيوعا من داء غوشيه، في حين أن معدل حمل المرض بين اليهود الاشكناز من 8.9% في حين أن معدل الولادة هو 1 في 450.
يدعى هذا المرض باسم الطبيب الفرنسي فيليب غوشيه، الذي وصفه في الأصل في عام 1882.

## التصنيف
داء غوشيه لديه ثلاثة أنواع فرعية سريرية مشتركة.
- النوع الأول (أو النوع غير العصبي) هو الشكل الأكثر شيوعا من المرض، ويحدث في ما يقرب من 1 في 50000 ولادة حية. وتزداد نسبة الاصابه بين الأشخاص من الأصل اليهودي الاشكنازي. الأعراض قد تبدأ في سن مبكرة أو في مرحلة البلوغ، وتشمل تضخم الكبد والطحال الموسع (معا ضخامة كبدية طحالية)، وتمزق الطحال ويمكن أن يسبب تعقيدات إضافية. وثد يكون ضعف الهيكل العظمي وأمراض العظام واسع النطاق. تضخم الطحال واستبدال نخاع العظم يسبب، فقر الدم وقلة الصفيحات وقلة الكريات البيض. لا يتأثر الدماغ بشكل مرضي في النوع الأول من المرض وهو النوع الأكثر شيوعا"، ولكن قد يكون هناك ضعف في الرئة، ونادرا، ضعف في الكلى. المرضى في هذه المجموعة عادة ما يشكلون كدمات بسهولة (بسبب انخفاض مستويات الصفائح الدموية) ويتعبون بسبب انخفاض عدد خلايا الدم الحمراء. اعتمادا على ظهور المرض وشدته، قد يعيش مرضى النوع الأول بشكل جيد إلى مرحلة البلوغ. كثير من المرضى لديهم شكل خفيف من المرض أو قد لا تظهر أي أعراض.
- النوع الثاني (أو داء غوشيه العصبي الطفولي الحاد) ويبدأ عادة في غضون 6 أشهر من الولادة، ومعدل انتشاره ما يقرب من 1 في 100,000 ولادة حية. الاعراض تشمل تضخم الكبد والطحال، تلف واسع وتقدمي للمخ، واضطرابات حركة العين، والتيبس، ونوبات تشنجية، وجمود الأطراف، وقدرة ضعيفة على الامتصاص والابتلاع. وعادة ما يموت الأطفال المتأثرين في سن الثانية.
- النوع الثالث (الشكل العصبي المزمن) يبدأ في أي وقت في مرحلة الطفولة أو حتى في مرحلة البلوغ، ويحدث في حوالي 1 في 100,000 ولادة حية. ويتميز بكونه يتدرج ببطء، ولكن الأعراض العصبية أكثر اعتدالا مقارنة مع النوع الثاني أو الحاد. الأعراض الرئيسية تشمل تضخم الطحال و/ أو الكبد، وتشنجات، وضعف التنسيق، ومخالفات الهيكل العظمي، واضطرابات حركة العين، وأمراض الدم بما في ذلك فقر الدم ومشاكل في الجهاز التنفسي. المرضى الذين غالبا ما يعيشون حتى سنوات المراهقة المبكرة والبلوغ.

هذه الأنواع الفرعية تعرضت لبعض الانتقادات لعدم مراعاة النطاق الكامل من الأعراض التي يمكن ملاحظتها (الأنماط الظاهرية.  نسخة محفوظة 24 سبتمبر 2006 على موقع واي باك مشين.) وهناك أيضا اختلافات معقدة في اللواقح المتغايرة والذي سيزيد كثيرا من تعقيد توقع مسار المرض.

## العلامات والأعراض
- تضخم الكبد وتضخم الطحال، حجم الطحال يمكن أن يكون 1500-3000 ميليلتر، بالمقارنة مع الحجم العادي من 5-20 مليلتر.
- فرط الطحالية : التدمير السريع والمبكر لخلايا الدم، مما يؤدي إلى فقر الدم، وقلة العدلات وقلة الصفيحات (مع زيادة خطر العدوى والنزيف)
- تليف الكبد نادر
- أعراض عصبية تحدث فقط في بعض أنواع مرض غوشيه (أنظر أدناه) :
  - النوع الثاني : تشنجات خطيرة، فرط التوتر، التخلف العقلي، وتوقف التنفس.
  - النوع الثالث : تشنجات العضلات المعروفة باسم الارتجاج العضلي، والتشنجات، والخرف، تعذر أداء العضلات البصرية.
- ترقق العظام : 75% ينشأ لديهم شذوذ عظمي واضح بسبب تراكم الغلوكوسيرامايد. تشوه للجزء البعيد من عظمة الفخذ في شكل قارورة مخروطية وعادة ما يتم وصفه (النخر المعقم لمفصل عظم الفخذ).
- تلون بني مصفر للجلد

## الفيسيولوجيا المرضية

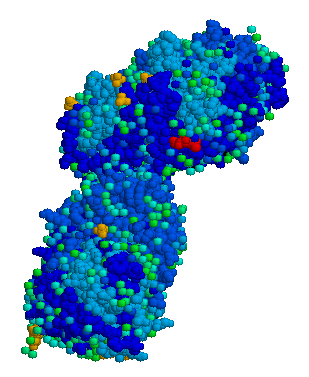
حمض بيتا غلوكوزيدازينجم

هذا المرض عن طريق خلل في جينات الإدارة الليزوزومية غلوكوسيربيروزيداز (المعروف أيضا باسم بيتا غلوكوزيد، 
ر.ت.إ

3.2.1.45

، ببب: 1OGS) على الصبغي الأول (1q21). الانزيم هو 55.6 كيلو دالتون، 497 حمض اميني طويلة البروتين التي تحفز طويلة تكسر الغلوكوسيريبروزيد، وهي تشكل جزءا من غشاء الخلية لخلايا الدم البيضاء والحمراء. وتكون الخلايا البالعة التي تزيل هذه الخلايا غير قادرة على القضاء على المنتج من النفايات، التي تتراكم في الألياف، وتتحول إلى خلايا غوشيه، والتي تظهر في المجهر الضوئي لتشبه ورقة متكومة.
في الدماغ (النوع الثاني والثالث)، يتراكم الغلوكوسيربيوزيد نتيجة لتحول الدهون المعقدة ق أثناء نمو المخ، وتشكيل غمد المايلين للأعصاب.
طفرات مختلفة في بيتا غلوكوزيد تحدد النشاط الباقي للانزيم، وإلى حد كبير، النمط الظاهري.
اللواقح المتغايرة خاصة طفرات حامض بيتا غلوكوزيداز تحمل نحو خمسة أضعاف من خطر تطور مرض باركنسون، مما يجعل هذاالخطر الجيني الأكثر شيوعا من عوامل الخطر لمرض باركنسون. اقترحت دراسة على 1525 مريض غوشيه في الولايات المتحدةأنه على الرغم من خطر الإصابة بالسرطان ليس مرتفعا، فان أورام خبيثة معينة (اورام ليمفاوية غير ورم هودجيكين، [[ورم البنكرياس|سرطان الجلد وسرطان البنكرياس)]] وقعت في معدل أعلى ب 2-3 مرات.

## الأسباب الوراثية
أنواع داء غوشيه الثلاث وُرثت في نمط وراثي جسمي متنحي. يجب أن يكون كلا الوالدين حاملين للجين ليصاب الطفل بالمرض. إذا كان كلا الأبوين حاملا، هناك فرصة انه مع كل حمل واحد من أربعة أطفال، أو 25 ٪، سيصاب بالمرض. الفحص الوراثي والاستشارة الوراثية يوصى بهما للعائلات التي قد تكون حاملة للطفرات.
وقد تم ربط كل نوع إلى حدوث طفرات معينة. في كل الأنواع، هناك ما يقرب من 80 طفرة معروفة، مقسمة إلى ثلاثة أنواع رئيسية :
- النوع الأول (N370S){/0 زيجوت متماثل الألائل }، هو الأكثر شيوعا، ويسمى أيضا «الغير عصبي» ويحدث بشكل رئيسي في يهود الاشكناز، في معدل حدوث يعادل 100 مرة معدل حدوثه في عامة الناس. متوسط العمر عند التشخيص هو 28 سنة من العمر،[9]، ومتوسط العمر المتوقع ينخفض بشكل ضئيل.[10] ولا توجد أي أعراض عصبية.
- النوع الثاني (1 أو 2 من الأليل L444P) يتميز بالمشاكل العصبية لدى الأطفال الصغار. نادرا ما يُفرز الانزيم في الليزوزيمز. التشخيص قاتم : معظمهم يموت قبل بلوغه الثالثة من العمر.
- النوع الثالث (أيضا 1-2 من الألييلL444P، ربما يتأخر ظهوره عن طريق الأشكال الوقائية المتعددة) يحدث في المرضى السويديين من منطقة السويد نوربوتين. هذه المجموعة تطور المرض إلى حد ما في وقت لاحق، ولكن معظمه يموت قبل بلوغهم سن 30.

دياز وآخرون اقترحوا بأن الطفرات المسببة لغوشيه دخلت في جينات اليهود الاشكناز في وقت مبكر من العصور الوسطى (48-55 أجيال مضت).

## التشخيص
التشخيص النهائي يتم بالاختبار الجيني. ولأن هناك العديد من التحولات الجينية المختلفة، فان تسلسل الجين في بيتا غلوكوزيداز يكون ضروريا في بعض الأحيان لتأكيد التشخيص. التشخيص قبل الولادة متاح، ويكون مفيدا عندما يكون هناك عامل خطر جيني معروف.
ويمكن أيضا أن يتم التشخيص بالتشوهات البيوكيميائية التي ينطوي عليها المرض مثل ارتفاع الفوسفاتيز القلوي، الانزيم المحول للأنجيوتنسينومستويات الجلوبولين المناعي، أو عن طريق تحليل الخلايا الذي يظهر السيتوبلازم ك «ورقة مجعد» والخلايا البلعة تكزن محملة بالشحوم السكرية).
بعض الانزيمات الليزوزومية تكون مرتفعة، بما في ذلك الطرطرات المقاومة للحمض الفوسفاتيز، والهيكسوزامينيداز، والكيتيناز البشري، وكيتوتريوزيداز. وقد أثبت هذا الانزيم الأخير انه يكون مفيدة جدا لرصد نشاط داء غوشيه في الاستجابة للعلاج، ويمكن أن يعكس شدة المرض

## العلاج
لمرضى النوع الأول ومعظم مرضى النوع الثاني، فان العلاج باستبدال الانزيم مع غلوكوسيريبروزيداز المهجن (ايميجلوسيراز) يمكن يخفض بشكل كبير حجم الكبد والطحال، والحد من تشوهات الهيكل العظمي، ويعكس المظاهر الأخرى. تكاليف هذا العلاج حوالي 200,000 دولار سنويا للمريض واحد، وينبغي أن يستمر مدى الحياة. ندرة هذا المرض تعني أن الدراسات المحددة لجرعة العلاج من الصعب اجرائها، لذلك لا يزال هناك جدل حول الجرعة المثلى ومعايرة تردد الجرعات. ونظرا لانخفاض معدل الحدوث، فقد أصبح هذا الدواء لا ينتج تجاريا في العديد من البلدان، مما يعني ان الحكومة تقر وتستوعب القيود المالية التي تحد البحث في العقاقير التي تعالج عدد صغير من السكان.تم الموافقة على فيلاجلوسيراز الفا من قبل إدارة الغذاء والدواء كعلاج بديل في 26 فبراير 2010.
زراعة نقي العظم الناجحة تعالج المظاهر الغير عصبية لهذا المرض، لأنها تقدم مجموعة من االخلايا الوحيدة (نوع من كريات الدم البيضاء) مع غلوكوزيداز بيتا فعال. إلا أن هذا الإجراء يحمل مخاطر كبيرة ونادرا ما يتم تنفيذه في المرضى الذين يعانون من غوشيه. جراحة إزالة الطحال (استئصال الطحال) قد تكون مطلوبة في حالات نادرة إذا كان المريض يعاني من فقر الدم أو عندما يؤثر تضخم الطحال على راحة المريض. نقل الدم قد يفيد بعض المرضى المصابين بفقر الدم. بعض المرضى الأخرى ن يتطلبون جراحة استبدال المفاصل لتحسين الحركة ونوعية الحياة. خيارات العلاج الأخرى تتضمن المضادات الحيوية للعدوى، ومضادات الصرع للتشنجات، بيسفوسفونايتس لاصابات العظام، ووزرع الكبد. علاج الحد من المادة يمكن ان يثبت فاعلية في وقف النوع الثاني، لانه يمكن ان يعبر حاجز الدم إلى الدماغ. لا يوجد حاليا أي علاج فعال للتلف شديد في الدماغ اذي قد يحدث في المرضى الذين يعانون من أنواع 2 و 3 لداء غوشيه. قد يكون العلاج الجيني هو الخطوة المستقبلية.
في الآونة الأخيرة أصبح داء غوشيه هدفا لأكثر من جهد في المرافقة الدوائية، والتي تنطوي على استخدام الأدوية عن طريق الفم والتي تعمل على المستوى الجزيئي. الميجلوستات هو واحد من هذه الأدوية عن طريق الفم. وقد تم الموافقة عليه لعلاج هذا المرض في عام 2003. اعتبارًا من June 2009، ايزوفاجوماين ترترات، هو دواء اخر عن طريق الفم، قيد التطوير.

## الوبائيات
المؤسسة الوطنية لكرض غوشيه توضح أن حوالي 1 في 100 شخص في العدد الكلي لسكان الولايات المتحدة هو حامل للنوع 1 من مرض غوشيه، مما يعني نسبة انتشار قدرها 1 في 40000 : بين اليهود الاشكيناز معدل حمل المرض أعلى بكثير، في ما يقرب من 1 في 15.
النوع 2 من مرض غوشيه لا يظهر أي أفضلية خاصة لأية جماعة عرقية. النوع 3 من داء غوشيه شائع بشكل خاص في سكان المنطقة الشمالية السويدية من نوربوتون حيث انتشار المرض هو 1 في 50000.

## التاريخ
كان أول من تعرف على المرض هو الطبيب الفرنسي فيليب غوشيه، الذي وصف في الأصل في عام 1882 وقدم اسمه لهذه الحالة. تم وضع الأسس البيوكميائية للمرض في عام 1965. تم الموافقة على أول علاج فعال للمرض «كريداز» من قبل إدارة الأغذية والعقاقير في يونيو 1995. عقار سيريزيم هو عقار مُحسن وتم الموافقة عليه من قبل إدارة الأغدية والعقاقير في 2001 وحل محل استخدام الكريداز.

## وصلات خارجية
- Gauchers News
- European Gaucher Alliance
- GeneReview/UW/NIH entry on Gaucher disease
- National Gaucher Foundation
- Children's Gaucher Research Fund
- Hide & Seek Foundation For Lysosomal Disease Research